# Amastus deinella
Amastus deinella är en fjärilsart som beskrevs av George Francis Hampson 1920. Amastus deinella ingår i släktet Amastus och familjen björnspinnare. Inga underarter finns listade i Catalogue of Life.